# Insider trading
Insider trading ou uso de informações privilegiadas é a negociação de valores mobiliários baseada no conhecimento de informações relevantes que ainda não são de conhecimento público, com o objetivo de auferir lucro ou vantagem no mercado.
Constitui prática de insider trading, o uso indevido de informações privilegiadas; a realização de operações no mercado a fim de obter vantagens e lucros a partir do conhecimento prévio exclusivo de informações relevantes.
Comumente as informações são obtidas por algum empregado ou dirigente da empresa a que concerne a negociação, o qual age, assim, como insider.
Tome-se como exemplo o caso da realização de um ato de concentração de mercado, como a fusão ou a incorporação de empresas. Nessa situação, um funcionário que trabalhe em uma das empresas envolvidas no processo e que saiba de antemão da operação poderá buscar auferir ganhos indevidos para si ou para outrem, por via da aquisição de ações ou outros papéis negociáveis no mercado, antes da divulgação pública do ato.

## No Brasil
A prática de insider trading configura ato ilícito segundo o direito brasileiro, pois constitui comportamento desleal que atenta contra a segurança e a paridade de condição jurídica no mercado. Desde 2001, a prática também é considerada crime. A Lei 6.385/1976, com a redação dada pela Lei 10.303/2001, previu o artigo 27-D, que tipifica a conduta de "Utilizar informação relevante ainda não divulgada ao mercado, de que tenha conhecimento e da qual deva manter sigilo, capaz de propiciar, para si ou para outrem, vantagem indevida, mediante negociação, em nome próprio ou de terceiro, com valores mobiliários: Pena – reclusão, de 1 (um) a 5 (cinco) anos, e multa de até 3 (três) vezes o montante da vantagem ilícita obtida em decorrência do crime."
A primeira sentença condenatória proferida no Brasil pela prática do delito de "uso indevido de informação privilegiada" se deu em 2011, pelo juiz federal Marcelo Costenaro Cavali, da Sexta Vara Criminal de São Paulo. Trata-se do caso da fusão Sadia-Perdigão. O ex-diretor de Finanças e Relações com Investidores, Luiz Gonzaga Murat Júnior, foi condenado a um ano e nove meses de prisão em regime aberto, substituível por prestação de serviços à comunidade, e a impossibilidade de exercer cargo de administrador ou conselheiro fiscal de companhia aberta pelo prazo de cumprimento da pena, além de multa de R$ 349.711,53. O  então membro do conselho de administração Romano Ancelmo Fontana Filho foi condenado à prisão por um ano e cinco meses em regime aberto, também substituível por prestação de serviços comunitários, além de não poder exercer cargo de administrador ou conselheiro fiscal de companhia aberta. Ele também recebeu multa de R$ 374.940,52.